# 延定級小型运输船
延定級小型运输船為中国人民解放军早年以拖網漁船改裝的救援與小型運補船。共有四艘東運456、東運520、東運523、東運666。